# Udvari András
Udvari András (Kolozsvár, 1903. május 3. – Kolozsvár, 1955. május 28.) erdélyi református lelkész, egyházi író.

## Életútja
Középiskoláit Kolozsváron végezte (1921), majd a Kereskedelmi Akadémián (1923) közgazdasági, a Református Theologiai Fakultáson (1927) lelkészi diplomát szerzett. Közben 1925/26-ban Strasbourgban, 1926/27-ben Párizsban tanult ösztöndíjjal. 1927–28-ban segédlelkész volt Radnóton, ezután Pitești-en helyettes, 1928–39 között rendes lelkész. Közben a Regáti Egyházmegye aljegyzője, belmissziói előadója, tanácsosa is. 1939-ben betegség miatt megvált gyülekezetétől, ezután Kolozsváron mint egyházkerületi tisztviselő dolgozott. 1946–48-ban Bürkösön, utána Tűrben, 1950–51-ben Pujonban, utána Katonában, végül 1951–54 között Fodorházán volt lelkész.

## Írói munkássága
Rendszeres munkatársa volt a bukaresti Egyházi Újságnak, Erdélybe visszatérve a Református Szemlében és a Református Családban közölt; beszámolóiban, cikkeiben egyházközségének és leánygyülekezeteinek eseményeiről, rendezvényeiről, a szórványmagyarság életéről, gondjairól, apró örömeiről írt. Tanulmányokat közölt a regáti magyarokról, az új életkörülményeik hatására bekövetkezett lelki változásaikról, gondolkodásuk, szokásaik, életvitelük alakulásáról. Riportokban számolt be csángóföldi utazásának élményeiről, regáti városokban végzett missziós munkájának tapasztalatairól. Hittestvéreink Olténiában c. 16 részes cikksorozata (Egyházi Újság 1931–33) az Olt két partján elterülő városok szórványmagyarságának helyzetét tárta fel, kitűnik adat- és ténygazdagságával, és az első vállalkozás az e régióban élő szórványmagyarok számbavételére.